# Sylvie
Sylvie (* 3. Januar 1883 als Louise Pauline Mainguené in Paris; † 5. Januar 1970 in Compiègne), bekannt auch unter dem Namen Louise Sylvie, war eine französische Schauspielerin. Neben ihrer erfolgreichen Bühnenkarriere trat sie in über 50 Film- und Fernsehrollen in Erscheinung. Einem breiten Publikum wurde sie durch René Allios Spielfilm Die unwürdige Greisin (1965) bekannt.

## Leben
Sylvie wurde im 13. Arrondissement von Paris als Louise Pauline Mainguené geboren. Die Schülerin des bekannten Schauspielers und Comédie-Française-Mitglieds Eugène Silvain (1851–1930) feierte ihr professionelles Bühnendebüt am 13. Oktober 1902 mit der Rolle der Agnès in Molières Die Schule der Frauen am Pariser Théâtre de l'Odéon. Entdeckt von dem Schauspieler und Regisseur André Antoine, Leiter des Théâtre de l’Odéon, avancierte sie durch die Verkörperung von naiven, unschuldigen Figuren schnell zu einer der führenden Darstellerinnen der Pariser Theaterszene. Sie übernahm zahlreiche Hauptrollen, sowohl in klassischen als auch in zeitgenössischen Stoffen, und schlüpfte auch in die Rolle der Durchtriebenen oder Ordinären.
Parallel zu ihrer Theaterkarriere trat Sylvie ab 1912 auch in Stummfilmen auf. Ihr Debüt gab die Schauspielerin mit den sehnsuchtsvollen Augen in Camille de Morlhons Kurzfilm Britannicus, worauf sie häufig als beliebte „Jugendliche“ eingesetzt wurde. Nach Jacques de Baroncellis Roger la Honte (1922) wandte sich Sylvie vom Film ab und konzentrierte sich auf ihre Theaterarbeit. Erst 1935 kehrte sie mit der Rolle der Katerina Ivanovna in Pierre Chenals preisgekrönter Dostojewski-Adaption Schuld und Sühne an der Seite von Pierre Blanchar zurück auf die Kinoleinwand. Daraufhin erschien sie regelmäßig in Spielfilmproduktionen aller Genres und gab bis kurz vor Beginn des Zweiten Weltkriegs häufig unsympathischen Figuren ein Gesicht. Mit diesen, „scharfgeschnitten und kantig, eigenwillig und oftmals unorthodox“, entfernte sie sich vom damaligen Frauenbild.
Sylvie übernahm unter anderem Rollen in Julien Duviviers Dramen Spiel der Erinnerung (1937) und Lebensabend (1939), Henri-Georges Clouzots Kriminalfilm Der Rabe (1943) und Marcel Carnés Literaturverfilmung Therese Raquin – Du sollst nicht ehebrechen, während sie ab den 1950er Jahren auch in italienischen Produktionen wie Mario Camerinis Monumentalfilm Die Fahrten des Odysseus (1955) oder Valerio Zurlinis Goldener-Löwe-Preisträger Tagebuch eines Sünders (1962) zu sehen war. Zwar agierte die Französin in diesen Filmen neben so renommierten Schauspielkollegen wie Kirk Douglas, Fernandel, Pierre Fresnay, Marcello Mastroianni, Simone Signoret und Michel Simon, doch war sie fast durchgängig auf Nebenrollen oder unbedeutende Statistenparts abonniert, häufiger als ausgleichende überlegene Mutter oder Großmutter.
Der Durchbruch als Filmschauspielerin stellte sich erst 1965 mit der Titelrolle in René Allios Regiedebüt Die unwürdige Greisin ein. In diesem Drama schlüpfte sie in die Rolle einer alten Dame, die erst nach dem Tod ihres Gatten aufzublühen beginnt. Zur Überraschung ihrer Familie und Freunde beginnt sie zu reisen, sich mit luxuriösen Gütern und jüngeren, teilweise nicht vorzeigbaren Leuten zu umgeben. Der Verfilmung einer Erzählung von Bertolt Brecht war großes Lob vonseiten der internationalen Fachpresse beschieden. Für den Part der schrulligen, alten Madame Bertini wurde Sylvie 1965 mit dem französischen Étoile de Cristal als beste Darstellerin ausgezeichnet. Zwei Jahre später erhielt sie den Darstellerpreis der neu gegründeten amerikanischen National Society of Film Critics, während die britische Tageszeitung The Times ihre Leistung als „hervorragend“ pries. Nach diesem Erfolg zog sich die Schauspielerin ins Privatleben zurück. Sie verstarb 1970, zwei Tage nach ihrem 87. Geburtstag.

## Filmografie
- 1912: Britannicus
- 1912: Ursule Mirouët
- 1912: Mignon
- 1913: Germinal
- 1914: Marie Jeanne ou la fille du peuple
- 1914: La Joie fait peur
- 1916: Au dessus de l’amour
- 1917: Le Coupable
- 1922: Roger la Honte
- 1935: Schuld und Sühne (Crime et châtiment)
- 1937: Spiel der Erinnerung (Un carnet de bal)
- 1938: L’Affaire Lafarge
- 1938: Theaterliebe (Entrée des artistes)
- 1939: Lebensabend (La Fin du jour)
- 1939: Die weiße Sklavin (L’Esclave blanche)
- 1940: Das Glück (La Comédie du bonheur)
- 1941: La Romance de Paris
- 1941: Montmartre-sur-Seine
- 1943: L’Homme sans nom
- 1943: Marie-Martine
- 1943: Das Hohelied der Liebe (Les Anges du péché)
- 1943: Der Rabe (Le Corbeau)
- 1944: Le Voyageur sans bagage
- 1943: Abenteuer auf Korsika (L’Île d’amour)
- 1945: Le Père Goriot
- 1945: La Route du bagne
- 1946: Le Pays sans étoiles
- 1946: Der Idiot (L’Idiot)
- 1946: So stirbt man nicht (On ne meurt pas comme ça)
- 1947: Miroir
- 1947: Für eine Liebesnacht (Pour une nuit d’amour)
- 1947: Coïncidences
- 1948: La Révoltée
- 1949: Deux amours
- 1949: Tous les deux
- 1949: Tödliche Leidenschaft (Pattes blanches)
- 1950: Gott braucht Menschen (Dieu a besoin des hommes)
- 1951: Unter dem Himmel von Paris (Sous le ciel de Paris)
- 1952: Don Camillo und Peppone (Don Camillo)
- 1952: Wir sind alle Mörder (Nous sommes tous des assassins)
- 1952: Verbotene Frucht (Le Fruit défendu)
- 1953: Thérèse Raquin – Du sollst nicht ehebrechen (Thérèse Raquin)
- 1954: Tempi nostri
- 1954: Die Fahrten des Odysseus (Ulisse)
- 1955: Die schwarze Akte (Le Dossier noir)
- 1956: Gaunerkavaliere (Les Truands)
- 1956: Der Kurier des Zaren (Michel Strogoff)
- 1958: Der Tag und die Nacht (Le Miroir à deux faces)
- 1960: Monsieur Dupont (Quai du point du jour)
- 1960: Crésus
- 1962: Tagebuch eines Sünders (Cronaca familiare)
- 1963: Ein Schloß in Schweden (Château en Suède)
- 1965: Die unwürdige Greisin (La Vieille Dame indigne)
- 1965: Belphégor oder das Geheimnis des Louvre (Belphégor, vier Folgen)
- 1965: Umorismo in nero (eine Folge)
- 1968: Juan revient de guerre (TV)

## Auszeichnungen
- 1965: Étoile de Cristal für Die unwürdige Greisin (Beste Darstellerin)
- 1967: National Society of Film Critics Award für Die unwürdige Greisin (Beste Hauptdarstellerin)